# 삼지연청년역
삼지연청년역(三池淵靑年驛)은 조선민주주의인민공화국 량강도 삼지연시에 위치한 삼지연선의 철도역이다.

## 참고 문헌
- 고쿠부 하야토(国分隼人), 《장군님의 철도-북조선 철도사정》, 新潮社, 2007, ISBN 978-4-10-303731-6